# Гладкий, Алексей Всеволодович
Алексе́й Все́володович Гла́дкий (4 сентября 1928, Ленинград ― 28 апреля 2018, Москва) — профессор математики, доктор физико-математических наук, ученик выдающегося математика П. С. Новикова, специалист в области математической лингвистики и теории формальных грамматик, фактический организатор отделения математической лингвистики Новосибирского государственного университета (НГУ), внёс большой вклад в теорию и практику автоматического синтаксического анализа естественного языка.

## Биография
В 1950 году окончил Московский государственный педагогический институт им. В. И. Ленина.
С 1961 по 1971 годы работал в Институте математики СО АН СССР.
В 1962 году открылось отделение математической лингвистики в НГУ, фактическим организатором которого был А. В. Гладкий, руководил данным отделением с 1962 по 1971 годы.
В 1965 году получил степень доктора физико-математических наук.
В 1972 году уехал из Новосибирска в Калинин (Тверь).
В 1968 году подписал «письмо сорока шести» против нарушения законности на судебном процессе над правозащитниками в Москве в 1968 году, известном как «дело четырёх».
Принимал участие в конференциях Хельсинкской группы.
Участвовал в издании «Нового педагогического журнала», который начал выходить в 1996―1997 г.

## Преподавательская деятельность
Преподавал в школах и университетах:
- с 1962 г. по 1971 г. в Новосибирском государственном университете (НГУ)
- с 1972 г. по 1990 г. в Калининском (сейчас – Тверском) государственном университете, в Шуйском филиале Ивановского университета
- с 1991 г. по 2000 г. в Российском государственном гуманитарном университете (РГГУ) на факультете теоретической и прикладной лингвистики
- с 2000 г. по 2018 г. в средней школе № 57 г. Москвы

## Научная деятельность
- Основные области исследований: математическая лингвистика, математическая логика, формальные грамматики, синтаксические структуры естественного языка.
- Начал научную деятельность как математик под руководством П. С. Новикова.
- Сосредоточился на применении точных методов в лингвистике с начала 1960-х гг.
- В соавторстве с И. А. Мельчуком написал книгу «Элементы математической лингвистики».
- Теория синтаксических групп, которая была создана А. В. Гладким, объединила 2 способа формального представления синтаксиса предложения: грамматику зависимостей и грамматику непосредственных составляющих.

## Основные опубликованные работы
- Гладкий А. В., Мельчук И. А. Элементы математической лингвистики. — М.: Наука, 1969.
- Гладкий А. В. Формальные грамматики и языки. — М.: Наука, 1973.
- Гладкий А. В. Математическая логика. — М.: Российск. гос. гуманит. ун-т, 1998.
- Гладкий А. В. Введение в современную логику. — М.: МЦНМО, 2001
- Гладкий А. В. Синтаксические структуры естественного языка: [описание синтаксических структур естественного языка с помощью простейших понятий теории множеств и теории графов]. — Изд. 2-е, испр. и доп. —  Москва: URSS, 2007.